# Roberto Cantalupo
Roberto Cantalupo (Napoli, 17 gennaio 1891 – Roma, 13 novembre 1975) è stato un politico, diplomatico e saggista italiano.

## Biografia
Laureato in giurisprudenza, nel 1922 divenne redattore capo del quotidiano dell'Associazione Nazionalista Italiana L'Idea Nazionale.

### Nel fascismo
Nel 1923 aderì al Partito Nazionale Fascista e alle elezioni del 1924 fu eletto al parlamento italiano come deputato nel Listone fascista; confermò il seggio anche nelle consultazioni plebiscitarie del 1929 nel PNF e mantenne il suo scranno alla Camera del Regno fino al 1934.
Dal luglio 1924 al novembre 1926 fu sottosegretario al ministero delle colonie. Nel 1927 fondò Oltremare, periodico diretto da lui stesso. Intrapresa la carriera diplomatica, nel 1930 divenne ministro plenipotenziario d'Italia in Egitto. Nel 1932 è stato nominato ambasciatore in Brasile.
Dopo l'inizio della guerra civile spagnola del 1936 fu inviato in Spagna, e nei primi mesi del 1937 fu nominato ambasciatore nella Spagna franchista, anche se in un primo momento Mussolini pensò a Roberto Farinacci per il posto. Cantalupo ebbe una bassa opinione di Franco, che considerava una persona di carattere "glaciale, femminile e sfuggente". Cantalupo fu sollevato dal ruolo di ambasciatore poco dopo la battaglia di Guadalajara, nell'aprile del 1937 e lasciò allora in luglio la carriera diplomatica. 
Nel 1941 fu nominato commissario dell'Istituto di credito per il lavoro italiano all'estero.

### Nel dopoguerra
Nel dopoguerra pubblicò alcuni testi di memorie, e collaborò con il settimanale Candido.
Tornato quindi in politica, fu deputato della Repubblica per quattro legislature, per il Partito Nazionale Monarchico (1953-1961) e poi dal 1961 con i liberali fino al 1972.

## Opere
- Fatti europei e politica italiana, 1922-1924, Imperia, 1924
- L'Italia musulmana, Casa Editrice Italia d'Oltremare, 1929
- Racconti politici dell'altra pace, Istituto per gli Studi di Politica internazionale, 1940
- Fuad: primo re d'Egitto, Garzanti, 1940
- Gli americani in Africa e l'interesse degli europei, Le Monnier, 1943
- Fu la Spagna: ambasciata presso Franco, febbraio-aprile 1937, A. Mondadori, 1948
- Liberali, cattolici, socialisti, E. Roberto Cantalupo, 1964
- La "belle époque" diplomatica italiana, Editrice Can, 1965
- Liberale a destra, a destra da liberale, G. Volpe editore, 1975.